# Justizvollzugsanstalt Remscheid

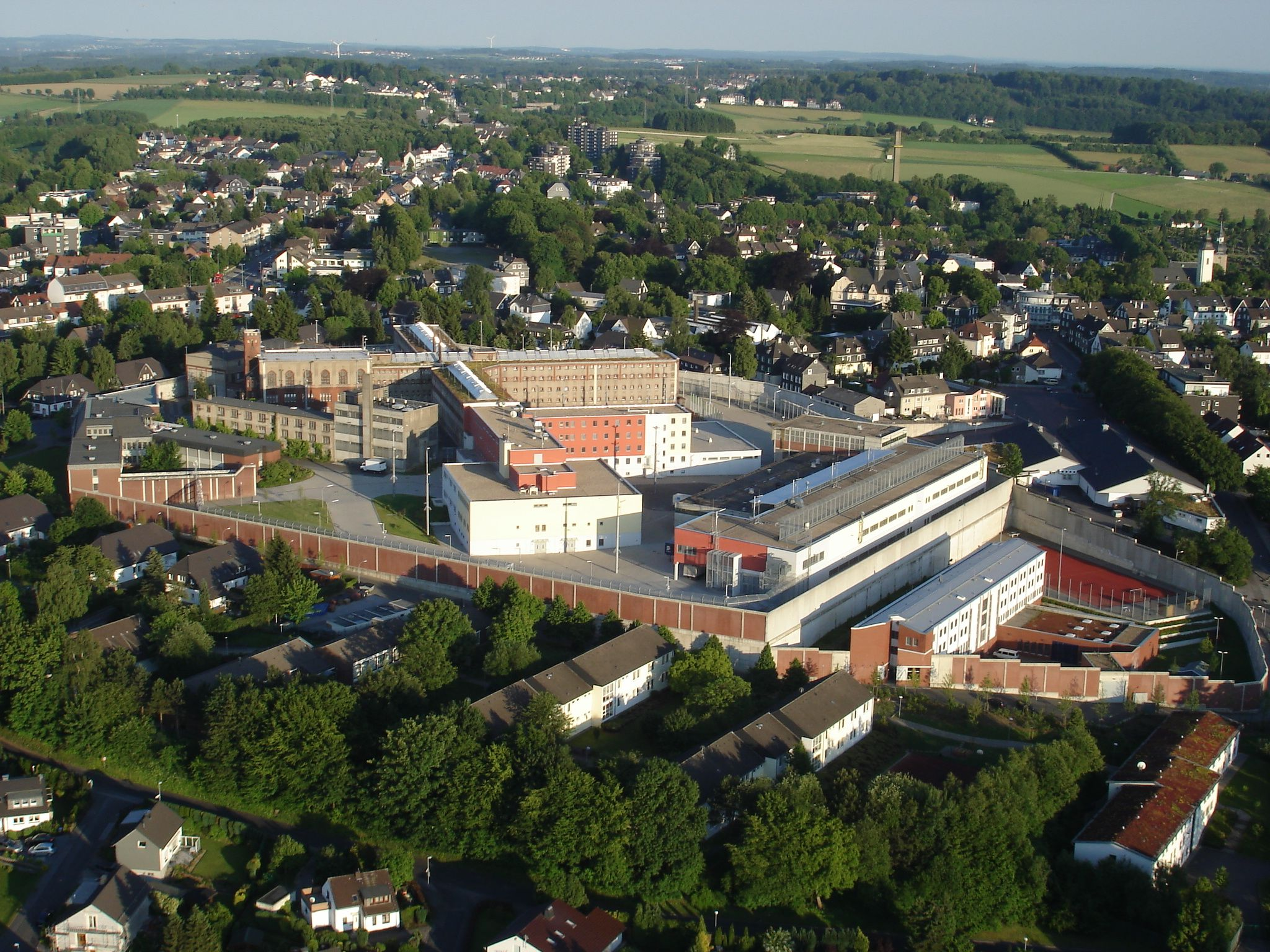
Gevangenis van Remscheid (2009)

De Justizvollzugsanstalt Remscheid (Nederlands:Strafinrichting Remscheid) is een penitentiaire inrichting in de stad Remscheid in de Duitse deelstaat Noordrijn-Westfalen. De gevangenis staat in het stadsdeel Lüttringhausen en werd in 1906 in gebruik genomen. In deze gevangenis hebben in de Tweede Wereldoorlog onder meer diverse Nederlanders gevangen gezeten vanwege daden van verzet. In 2008 bood de gevangenis plaats aan 557 gedetineerden.

## Periode 1940-1945
Gedurende de Tweede Wereldoorlog had het toenmalige tuchthuis een capaciteit van circa 1000 gevangenen. Het betrof echte criminelen en ca. 350 politieke gevangen uit meerdere landen. De volgende politieke gevangenen uit Nederland hebben in die periode vastgezeten:
- Otto Martin Wiedemann
- Dirk Johannes van Tuijl (van Tuyl)[bron?]
- Eduard Veterman
- Kees van Lent
- Adrianus van Amerongen
- Jan Willem Johny Blom[3]
- Dirk Jan (Dicky) Hofman[4][5][6]
- N. v.d. Dool[7]
- A.J. Dorreman[7]
- J. Dubbeld[7]
- Ausonius J. Greidanus[7]
- P. Goudwaard[5]
- H.T. Hylkema[7]
- H Klein-Nagelvoort[7]
- Dirk Philip Kunne[3]
- Hendrik Legué[2]
- P.J. van Lierop[7]
- A. v.d. Meulen[7]
- W. v.d. Most[7]
- K. Mulder[7]
- Sj. Nauta[5][7]
- H.A.E. van Oosten[7]
- J.F. Osten[7]
- A. Peeters[7]
- S.M.A. Pijnenburg[7]
- O.I.M. Porton[7]
- W. van Spengen[7]
- Abel Vlieger[3]
- Ir. J.D. Waller[7]
- Nanno de Vries
- P.C.G.M (Piet) Vlamings